# Elbing (Kansas)
Elbing è un comune degli Stati Uniti d'America, situato nello Stato del Kansas, nella contea di Butler.